# Блинова, Лидия Алексеевна
Лидия Алексеевна Блинова (30 сентября 1948, Алма-Ата, Казахская ССР — 4 марта 1996, Алма-Ата, Республика Казахстан) — советский казахстанский архитектор, дизайнер, художница, поэтесса, скульптор, ювелир, художница-оформитель книг, спектаклей, кино.
«Alter Ego» так называл Лидию супруг, известный казахстанский художник Рустам Хальфин, с которым она развивала совместно идеи.

## Биография
Лидия Алексеевна Блинова родилась в Алма-Ате в семье помощника архитектора и инженера строителя Закхеевой Неониллы Васильевны и доцента кафедры экономики и строительства Блинова Алексея Николаевича, работавшего на архитектурном факультете Казахского Политехнического Института, реорганизованного впоследствии в Архитектурно-Строительный Институт

### Образование
В 13-14 лет Лида с Рустамом начали посещать изобразительную студию во Дворце Пионеров Алма-Ата(1962).
Лидия Алексеевна Блинова закончила архитектурный факультет Казахского политехнического института в 1971 году.

## Творчество
Лидия Блинова начинала как скульптор по дереву. Занималась в мастерской известного скульптора Исаака Иткинда.
- Работала с известным казахстанским художником Павлом Яковлевичем Зальцманом над декорациями «Затюканный апостол» к фильму известного советского и российского режиссёра Сергея Бодрова Старшего. Так же в его фильме «Непрофессионалы» (1985) она была художницей по костюмам.
- Делала кукольные детские спектакли.
- Работала с пластиком, делая ювелирку, дизайн тканей.
- Отличительной чертой её реализации идей были графические листы маленьких размеров построенные в ряд. Была одним из организаторов и участников алматинских частных квартирных художественных выставок группы последователей школы В. В. Стерлигова 70-80-x гг.
- Входила в группу последователей школы В. В. Стерлигова вместе с Рустамом Хальфиным, Аблаем Карпыковым, Борисом Якубом и др.
- Была дизайнером проекта книги архитектора Ордабаева Алмаса Баймухановича «Архитектура Западного Казахстана».
- В составе группы архитекторов под руководством Юрия Туманяна принимала участие в разработке вариантов проекта новой площади в Алматы.

## Выставки
- 1970—1980 — Квартирные выставки
- 1981, май — Выставка Четырёх к 100-летию Ларионова (Рустам Хальфин, Лидия Блинова, Аблай Карпыков и Борис Якуб) в квартире Лидии Блиновой и Рустама Хальфина в Алматы, Казахстан;
- 1983 — Выставка Четырёх, Союз Архитекторов Казахстана, Алма-Ата, Казахстан;
- 1986 — Выставка неофициального искусства, Центральный выставочный зал дирекции художественных выставок Министерства Культуры Каз. ССР. (Запрещена представителем Министерства культуры КазССР). Участники Лидия Блинова, Рустам Хальфин, Аблай Карпыков, Борис Якуб, Михаил Раппопорт, Владимир Налимов.
- 1994 — Совместный перформанс со шведской художницей Анной Химельстранд в Союзе Архитекторов, Алматы, Казахстан;
- 1995 — Modern Artists Kazakhstan, дизайн серии каталогов Р. Хальфина, А. Менлибаевой, Г. Маданова, Л. Воробьевой. Алматы, Soros Foudation Kazakhstan;
- 1995 — Пальцевой орнамент. Инсталляция,1995. Музей Кастеева, Алматы, Казахстан;
- 2012 — Пальцевой орнамент. Инсталляция,1995. Музей Кастеева, Алматы, Казахстан;

### Поэзия
- 1995 — Поэма для Кошки, инсталляция, Галерея Коксерек, Алма-Ата, Казахстан; Выпуск книги Поэма для Кошки